# Bartolomé Leónidas Cordero
Bartolomé Leónidas Cordero (Buenos Aires, 24 de agosto de 1830 - Ibidem, 5 de septiembre de 1892) fue un militar argentino perteneciente a la Armada, que alcanzó el grado de contraalmirante, luchó en la Guerra Grande (1839-1852) y en la guerra entre la Confederación Argentina y el Estado de Buenos Aires (1852-1862).

## Biografía
Bartolomé Leónidas Cordero nació en la Ciudad de Buenos Aires el 24 de agosto de 1830, hijo de José Cordero y Benita Beruti. Su madre era sobrina del patriota Antonio Beruti.
Dos hermanos suyos destacaron en la historia militar de la marina de su nación: Mariano y José María Cordero.
En 1841, con sólo once años de edad, ingresó a la armada de la Confederación Argentina como guardiamarina en el bergantín General Belgrano, buque insignia de Guillermo Brown.
Luchó en el combate de Santa Lucía del 3 de agosto de 1841 frente a Montevideo contra la escuadra riverista al mando de John Halstead Coe, durante el cual su buque mantuvo un sostenido cañoneo con la Sarandí, nave insignia de Coe, y dejó fuera de combate a la goleta Rivera al mando de Francisco Fourmantín. 
Participó luego de los combates del 9 de diciembre frente a las barrancas de San Gregorio, en la costa del departamento de San José, en el que fue capturado el Cagancha, de la Isla de Flores (21 de diciembre) y del Combate de Costa Brava (15 y 16 de agosto de 1842) contra la escuadra oriental ahora al mando de José Garibaldi.
Durante esta acción, en la jornada del 15 de agosto Garibaldi envió brulotes contra la escuadra de Brown. El almirante envió al joven Cordero en una falúa de vigilancia con cuatro hombres para que abordara dos de los principales brulotes y los inutilizara cortando las mechas y varándolos en un banco, misión que Cordero llevó a cabo eficazmente con el apoyo de otra falúa al mando del teniente José María Mayorga. 
El 25 de diciembre de 1846 participó al frente de una de las baterías en la defensa de Paysandú, atacada por las fuerzas de Fructuoso Rivera, resultando gravemente herido pese a lo cual tras efectuar el último disparo en un cañón y rodeado de los cadáveres de sus hombres permaneció en pie enfrentando a los atacantes. Por su valor en junio de 1847 fue ascendido a subteniente con retroactividad al combate de Paysandú.
Durante el bloqueo anglo-francés a Buenos Aires efectuó numerosas misiones de abastecimiento al ejército de Manuel Oribe burlando la vigilancia extranjera.
En 1849 fue asignado como subteniente al Julio, a las órdenes del coronel José María Pinedo. Fue el responsable de recibir los cañones capturados por los ingleses en el Combate de la Vuelta de Obligado, devueltos tras la paz con esa nación.
Actuó en los preparativos de una escuadra destinada al Paraguay, hasta que el pronunciamiento de Justo José de Urquiza suspendió los aprestos.
Tras la batalla de Caseros y la caída de Juan Manuel de Rosas, Cordero se integró a la marina de la Confederación. Tras la revolución del 11 de septiembre de 1852 en Buenos Aires, el 20 de noviembre de 1852 Cordero se destacó en la organización de las fuerzas que al mando de Ricardo López Jordán rechazaron el ataque de las fuerzas enviadas al mando de Juan Madariaga contra Concepción del Uruguay, provincia de Entre Ríos.
Por esa campaña fue promovido sucesivamente a teniente y capitán. En 1853 se sumó al ejército que al mando de Hilario Lagos inició el sitio de Buenos Aires. Participó de la batalla de San Gregorio (22 de enero de 1853) como ayudante de Jerónimo Costa.
Al mando del vapor La Merced participó del combate de Martín García del 18 de abril de 1853 en que fueron destruidas las fuerzas navales del Estado de Buenos Aires comandadas por el polaco Floriano Zurowski. 
Al igual que sus hermanos Mariano y José María y los marinos Augusto Lasserre y Santiago Maurice se negaron a participar de la entrega de la escuadra de la Confederación pactada por su comandante Coe el 20 de junio de 1853.
En 1854 fue ascendido a sargento mayor. Reiniciada la guerra entre la Confederación Argentina y el Estado de Buenos Aires, participó del combate de Martín García (1859) al mando del vapor Hércules entre la Escuadra confederada comandada por su hermano, el Coronel Mariano Cordero y las baterías de la Isla, asistidas por fuerzas de Buenos Aires reforzadas por tres buques de este Estado. Fue herido al sacar con su buque a remolque y bajo el fuego de las baterías de la costa la goleta Concepción, salvando así parte del armamento del ejército nacional que Urquiza utilizó luego en la batalla de Cepeda.
El 25 de octubre de 1859 intervino en el encuentro de San Nicolás de los Arroyos contra la flota porteña que evacuaba las tropas vencidas.
En 1860 fue ascendido a teniente coronel y en 1861 fue enviado a la provincia de Córdoba para organizar la artillería de la Confederación con destino a la campaña de Pavón. Tras la derrota en la batalla de Pavón, previéndose una invasión a Entre Ríos, se encargó de levantar dos baterías en Punta Gorda (Diamante), quedando de Jefe de la Escuadra Nacional en los momentos previos a su integracion con su par porteña. 
Convertido Bartolomé Mitre en presidente de la República Argentina, se convirtió hasta 1870 en capitán del puerto de Paraná. Junto a su hermano José María Cordero elaboró un proyecto para la creación de una Escuela Naval Militar, así como el reglamento que debía regir su funcionamiento.
Luchó contra la Rebelión Jordanista en el departamento de Gualeguay, obteniendo del presidente Domingo Faustino Sarmiento el mando de una escuadrilla. 
Durante la revolución de 1874 estuvo al mando del Uruguay, con la que persiguió y capturó los buques sublevados por Erasmo Obligado.
Estuvo al frente de la escuadrilla nacional encargada de evitar el paso a Entre Ríos de las fuerzas que López Jordán había concentrado en el Uruguay.
En 1878 al mando del monitor El Plata fue enviado a apoyar la intervención a la provincia de Corrientes ante las sublevaciones contra el gobernador Manuel Derqui en Bella Vista, Goya y Esquina.
En 1879 fue ascendido a coronel graduado. El 19 de noviembre de 1879 se reorganizó la Armada Argentina quedando conformadas la Primera, Segunda y Tercera División Naval, nombrándose jefe superior de la Armada a su hermano el comandante general de Marina coronel de Marina Mariano Cordero. En esa oportunidad se puso en vigencia un código de señales proyectado por Bartolomé Cordero, cuya necesidad se había puesto de manifiesto al incorporarse los buques de la llamada Escuadra de Sarmiento.
Al producirse la revolución de Carlos Tejedor contra el presidente Nicolás Avellaneda estuvo a cargo del bloqueo a Buenos Aires, siendo ascendido a comodoro el 9 de julio de 1880.
En 1881 partió a Inglaterra integrando la comisión enviada para vigilar la construcción del acorazado Almirante Brown, que condujo luego a Buenos Aires. En 1884 y 1886 ejerció el mando de la escuadra de la Armada Argentina. El 30 de septiembre de ese año fue ascendido a contralmirante. En 1887 ejerció nuevamente el mando de la escuadra.
En 1889 fue designado vicepresidente de la Junta Superior de Marina con retención del mando de la escuadra. Cuando el comodoro Solier sublevó unidades de la escuadra durante la Revolución de 1890, Cordero fue tomado prisionero por la oficialidad rebelde del monitor Los Andes el 16 de julio de ese año.
Derrotado el movimiento, por decreto del Poder Ejecutivo Nacional, el 3 de diciembre de 1890 se formó la Junta Consultiva y el Estado Mayor General de la Armada. Bartolomé Cordero fue nombrado como el primer Jefe del Estado Mayor General, cargo que ejerció hasta su muerte el 5 de septiembre de 1892 a la edad de 62 años en Buenos Aires. El gobierno decretó honras fúnebres y durante sus exequies despidió sus restos Adolfo Saldías.
Había contraído matrimonio el 19 de octubre de 1864 con la entrerriana Luisa Antola, de 17 años de edad, hija de José Antola e Isabel García, quien le sobrevivió hasta el 24 de abril de 1897.
Le compró al gobierno Nacional en el año 1884 una gran extensión de tierras en el actual municipio de Contralmirante Cordero y Campo Grande, en el extremo norte del departamento General Roca, provincia de Río Negro, campos que no llegó a usufructuar en vida.

## Homenajes
El municipio argentino Contralmirante Cordero de dicho departamento, lleva el nombre en su honor. También la marina argentina bautizó al patrullero oceánico P-54 ARA Contraalmirante Cordero, asignado en 2022.